# International Assistance Mission

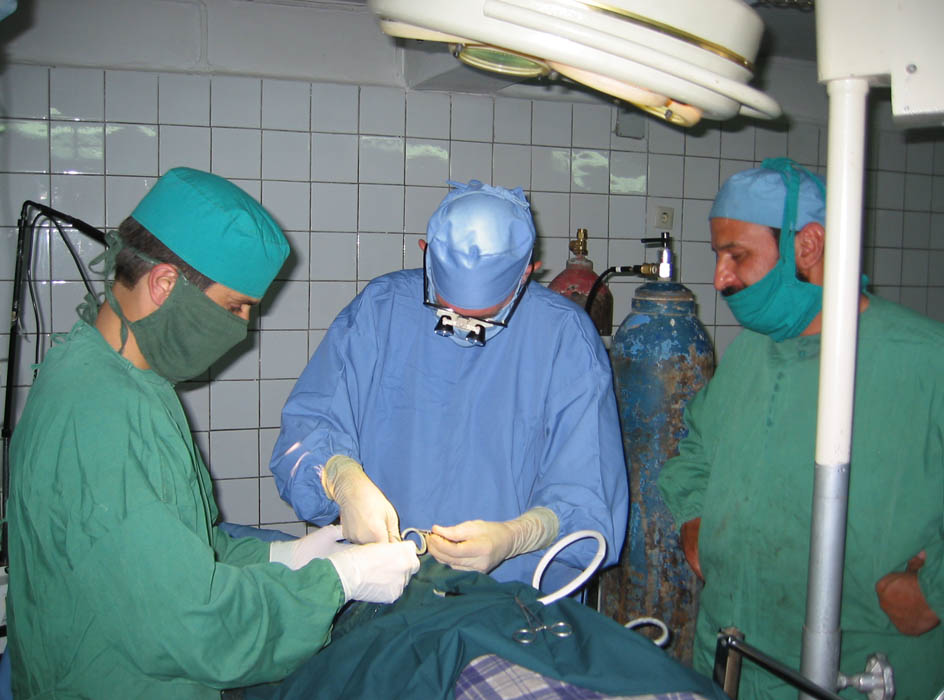
Augenoperation im International Assistance Mission’s NOOR Augenklinik in Afghanistan

Die International Assistance Mission (IAM) ist eine christliche Hilfsorganisation, die seit 1966 in Afghanistan Entwicklungshilfe leistet. Die Organisation, deren Projekte sich vor allem auf die Bereiche Medizin, Technik, Bildung und den Aufbau von Kleinunternehmen konzentrieren, ist in Form eines Vereines nach Schweizer Recht in Genf eingetragen. Die IAM ist nach eigenen Angaben die älteste beständig operierende Nichtregierungsorganisation (NGO) Afghanistans.

## Geschichte
Im Februar 1966 wurde die International Afghan Mission (IAM) von Lehrern und Ärzten, die in Afghanistan Entwicklungshilfe leisten wollten, in Kabul gegründet. Zu den ersten Projekten gehörten die National Organisation for Ophthalmic Rehabilitation (NOOR), das Medical Assistance Program (MAP), eine Schule für Menschen mit Sehschwächen (BINA) sowie ein Alphabetisierungsprogramm. Die Arbeit der IAM wurde zwischenzeitlich unter anderem aufgrund von Kriegswirren und Taliban-Aktivitäten gestört und unterbrochen, konnte jedoch immer wieder aufgenommen und weitergeführt werden. Bereits 1978 änderte die International Afghan Mission ihren Namen in International Assistance Mission.
Im August 2010 wurden in der Provinz Badachschan zehn Mitarbeiter der IAM ermordet, darunter acht Ausländer.
Im Juli 2014 wurden in der westafghanischen Stadt Herat zwei finnische Mitarbeiterinnen der Organisation ermordet.

## Kooperationspartner
Die Projekte von IAM in Afghanistan werden unter anderem finanziell unterstützt von: Islamic Relief, Christoffel-Blindenmission, Lakarmissionen, Charis International, MCC, dem Kanton Genf, Interserve USA, Interserve UK, World Dev, All Souls Church, GBGM, Standard Chartered Bank, Cargill International, Kiwanis International und TEAM.

## Aktuelle Projekte
- National Organization for Ophthalmic Rehabilitation (NOOR), unter anderem mit mobilen Teams von Augenärzten (siehe WHO-Report[5])
- Community Development Projects (CDP)
- Primary Mental Health Projects (PMHP)
- Orthopedic Workshop and Physiotherapy Center (OWPC)
- Physical Therapy Institute (PTI)
- Renewable Energy Sources in Afghanistan Project (RESAP)
- Adult Learning and Education Facilitation (ALEF)
- English as a Foreign Language (EFL)
- Language and Orientation Programme (LOP)
- Business Development Services (BDS)
- Wakhi Language Development (WLD)
- Diverse Ausbildungsprogramme